# Río Velmo
El río Velmó (también transliterado como Vel'mo) (en ruso: Вельмо) es un río asiático del norte de Siberia, un afluente por la margen izquierda del río Tunguska Pedregoso,  a su vez afluente del curso inferior del río Yeniséi. Su longitud total es 504 km y su cuenca drena una superficie de 33.800 km² (un poco más pequeño que países como Moldavia y mayor que Bélgica), con más de cerca de 300 lagos.
Administrativamente, el río discurre por el krai de Krasnoyarsk de Rusia.

## Geografía
El río Velmó nace en la parte suroccidental de la meseta de Tunguska, una sección de la meseta Central de Siberia. El río discurre primero en dirección Noroeste, inclinándose cada vez más hacia el Norte. Desemboca en el río Tunguska Pedregoso por la derecha, en su curso bajo. Su principal afluente es el río Teia (Тея), que lo aborda por la izquierda.
El río corre a través de una región remota montañosa poco habitada, con un clima muy severo, de modo que en su curso no encuentra ningún centro urbano de importancia y solamente pequeños asentamientos. 
Al igual que todos los ríos siberianos, sufre largos períodos de heladas (seis meses al año, desde finales de octubre a finales de abril/mayo) y amplias extensiones de suelo permanecen permanentemente congeladas en profundidad. Al llegar la época estival, como se deshielan primero las zonas más al sur, el río inunda amplias zonas bajas próximas a sus riberas y sube bastante su nivel.